# Stefan Bell
Stefan Bell (Andernach, 24 augustus 1991) is een Duits voetballer die doorgaans als centrale verdediger speelt. Hij stroomde in 2010 door vanuit de jeugdopleiding van FSV Mainz 05. Hiervoor speelde hij op 27 mei 2023 zijn 256ste wedstrijd in de Bundesliga, waarmee hij Mainz' recordhouder werd.

## Clubcarrière
Bell speelde in de jeugd van JSG Wehr/Rieden/Volkesfeld en TuS Mayen tot hij in 2007 werd opgenomen in de jeugdopleiding van FSV Mainz. Nadat hij in 2010 een paar keer mee mocht doen met het tweede elftal, bracht hij het seizoen 2010/11 op huurbasis door bij 1860 München. Hij speelde dat jaar 24 wedstrijden in de 2. Bundesliga, vrijwel allemaal als basisspeler. Mainz verhuurde hem in juli 2011 opnieuw voor een jaar, nu aan Eintracht Frankfurt. Hier kwam hij amper aan spelen toe. Zijn huurperiode werd daarom na zes maanden afgebroken.
Bell debuteerde op 1 december 2012 in het eerste elftal van Mainz. Coach Thomas Tuchel liet hem toen in de blessuretijd invallen voor Nicolai Müller tijdens een met 2–1 gewonnen wedstrijd in de Bundesliga, tegen Hannover 96. Hij mocht dat jaar acht speelronden meedoen, waaronder vijf vanaf de aftrap. Tuchel promoveerde Bell in 2013/14 vervolgens tot basisspeler. Hij speelde in de volgende zes seizoenen elk jaar tussen de 25 en 31 wedstrijden in de Bundesliga. Zijn teamgenoten en hij eindigden in 2013/14 op de zevende plaats, goed voor kwalificatie voor de voorronden van de Europa League. Asteras Tripolis versperde daarna alleen de weg naar het hoofdtoernooi. Een zesde plaats in 2015/16 was twee jaar later goed voor rechtstreekse plaatsing. Bell speelde zodoende in het najaar van 2016 zijn eerste wedstrijden in de Europa League, tegen Saint-Etienne, Qäbälä en Anderlecht.
Bell liep op 10 augustus 2019 tijdens een bekerwedstrijd tegen Kaiserslautern een enkelblessure op. Die bleek zo ernstig dat hij tot januari 2021 niet meer in actie kwam. Na zijn herstel, werd hij meteen weer een onbetwiste basisspeler. Hij speelde in 2021/22 in 33 van de 34 speelronden in de Bundesliga en allemaal vanaf de aftrap. Bell speelde op 15 april 2023 tegen FC Köln zijn 250ste wedstrijd in de Bundesliga voor Mainz. Hij speelde op 27 mei 2023 vervolgens zijn 256e wedstrijd in de Bundesliga voor Mainz, tegen Borussia Dortmund. Hij verbrak daarmee het clubrecord van Nikolče Noveski en werd Mainz' nieuwe recordhouder.

## Clubstatistieken
| Seizoen | Club                  | Land      | Competitie           | Wed. | Doelp. |
| ------- | --------------------- | --------- | -------------------- | ---- | ------ |
| 2009/10 | 1.FSV Mainz II        | Duitsland | Regionalliga West    | 3    | 0      |
| 2010/11 | 1.FSV Mainz II        | Duitsland | Regionalliga West    | 1    | 0      |
| 2010/11 | → TSV 1860 München    | Duitsland | 2. Bundesliga        | 24   | 2      |
| 2011/12 | 1.FSV Mainz II        | Duitsland | Regionalliga West    | 2    | 0      |
| 2011/12 | → Eintracht Frankfurt | Duitsland | 2. Bundesliga        | 2    | 0      |
| 2012/13 | 1.FSV Mainz           | Duitsland | Bundesliga           | 8    | 0      |
| 2012/13 | 1.FSV Mainz II        | Duitsland | Regionalliga Südwest | 20   | 4      |
| 2013/14 | 1.FSV Mainz           | Duitsland | Bundesliga           | 27   | 0      |
| 2013/14 | 1.FSV Mainz II        | Duitsland | Regionalliga Südwest | 2    | 0      |
| 2014/15 | 1.FSV Mainz           | Duitsland | Bundesliga           | 31   | 3      |
| 2015/16 | 1.FSV Mainz           | Duitsland | Bundesliga           | 30   | 1      |
| 2016/17 | 1.FSV Mainz           | Duitsland | Bundesliga           | 31   | 5      |
| 2017/18 | 1.FSV Mainz           | Duitsland | Bundesliga           | 25   | 1      |
| 2018/19 | 1.FSV Mainz           | Duitsland | Bundesliga           | 25   | 0      |
| 2019/20 | 1.FSV Mainz           | Duitsland | Bundesliga           | 0    | 0      |
| 2020/21 | 1.FSV Mainz           | Duitsland | Bundesliga           | 16   | 1      |
| 2021/22 | 1.FSV Mainz           | Duitsland | Bundesliga           | 33   | 2      |
| 2022/23 | 1.FSV Mainz           | Duitsland | Bundesliga           | 30   | 0      |
| 2023/24 | 1.FSV Mainz           | Duitsland | Bundesliga           | 3    | 0      |
| Totaal  | Totaal                | Totaal    | Totaal               | 313  | 19     |

## Interlandcarrière
Bell maakte deel uit van Duitsland –19, Duitsland –20 en Duitsland –21. Hij speelde met geen van deze teams op een eindtoernooi.